# Многоматериальная 3D-печать

## Многоматериальная 3D-печать
Многоматериальная 3D-печать — это направление аддитивного производства, которое позволяет одновременно или последовательно использовать несколько материалов в рамках одного процесса печати для создания объектов с уникальными свойствами. Эта технология революционизировала проектирование и производство, открывая возможности для создания сложных структур с комбинированными механическими, тепловыми, биохимическими и эстетическими характеристиками. Она нашла применение в таких областях, как медицина, авиационная промышленность, робототехника и производство потребительских товаров.

### Определение
Многоматериальные композиты — это материалы с пространственно изменяющимися свойствами: химическим составом, градиентным распределением плотности, твердости, модуля упругости или других теплофизических и механических характеристик. Примеры включают металополимерные, керамополимерные или керамометаллические (креметы) структуры, которые ранее традиционно синтезировались методом порошковой металлургии или литьем. Однако только с развитием аддитивных технологий стало возможным управляемое создание композитов с целенаправленным изменением свойств в одном изделии. Многоматериальная 3D-печать предполагает нанесение двух или более материалов, что позволяет интегрировать гибкость, жесткость или проводимость в одной детали.

### Примеры изображений

3D-печатный протез конечности, сочетающий гибкие и жесткие материалы, созданный с использованием технологии PolyJet.

Образец многоматериального изделия с постепенным переходом от нержавеющий стали в хромистой бронзе, разработанный в Сколтех методом DED.

Мягкий роботизированный захват, объединяющий жесткие и гибкие элементы, разработанный Oregon State University mLab Robotics с использованием многоматериальной печати.

### Методы печати
Для реализации многоматериальной 3D-печати применяются следующие технологии (возможна их комбинация):
- Экструзия материала (FDM): Расплавленные термопластичные нити подаются через одно или несколько сопел. Например, принтеры с двойными экструдерами (как Creatbot F430NX) позволяют комбинировать PLA и PEEK для создания гибких и жестких участков в одной детали.[1]
- Стереолитография (SLA): Лазер отверждает жидкие фотополимерные смолы. Компания Formlabs разработала системы, такие как Form 3, для работы с несколькими смолами, обеспечивая сочетание жесткости и эластичности в изделиях, например, в прототипах медицинских устройств.[2]
- Селективное лазерное спекание (SLS/LPBF): Лазер спекает полимерные порошки, в том числе с наполнителем из металлических или керамических порошков. Проект ФИАН по SLS градиентных пористых фильтрующих элементов с заранее смоделированной структурой материала фильтра и его пор .[3]
- Прямой подвод энергии и материала (L/EB-DED): Лазерное излучение подается соосно потоку порошка(ов) из сопла и формирует изделие из металлических порошков. Проект Сколтех по in -situ многоматериальному прямому лазерному выращиванию (L-DED) изделий из разнородных материалов (SS316L и бронза). Такие конструкции перспективны для применения в аэрокосмических приложениях, теплообменниках и износостойкой оснастке, где важно сочетание прочности, эффективной теплопроводности и долговечности.[4]
- Инжекционная печать (PolyJet/MultiJet): Капли фотополимеров распыляются и отверждаются УФ-светом. Технология Stratasys PolyJet (например, принтер J850) позволяет печатать детали с сочетанием жестких, гибких и прозрачных материалов, что используется в прототипировании потребительских товаров.[5]

### Применение
Многоматериальная 3D-печать привела к значительным инновациям:
- Здравоохранение: Создание биомиметических протезов и имплантатов. Например, Materialise использует PolyJet для печати моделей органов с мягкими и жесткими тканями для предоперационного планирования.[6]
- Аэрокосмическая отрасль: Ракетное сопло из нескольких материалов . Компания InsTek применил DED для создания сопла космического корабля.[7]
- Потребительские товары: Инструменты с эргономичными ручками. Компания Bosch разработала дрели с резиновыми накладками на жестком корпусе, напечатанные на FDM-принтерах.
- Робототехника: Разработка мягких роботов. Исследователи из MIT & ETH-Zurich создали роботизированные манипуляторы с гибкими и жесткими элементами, напечатанными методом PolyJet, для адаптивных захватов.[8]

### Проблемы и перспективы
Технология сталкивается с рядом трудностей:
- Совместимость материалов: Различия в коэффициентах термического расширения могут вызывать расслоение. Например, комбинация металла и полимера требует точной настройки параметров печати.
- Качество печати: Неравномерность свойств материалов усложняет достижение однородности, особенно в LPBF при спекании разнородных порошков.
- Стоимость: Многоматериальные принтеры, такие как Stratasys J850, стоят от $50,000, что ограничивает доступность для малого бизнеса.

Перспективы включают разработку новых совместимых материалов (например, гибридных фотополимеров), улучшение технологий смешивания (как в LPBF с градиентным легированием), и создание «умных» материалов, изменяющих свойства под воздействием температуры или давления.

### Заключение
Многоматериальная 3D-печать представляет собой передовой рубеж аддитивных технологий, предлагая уникальные возможности для создания сложных функциональных изделий. С развитием оборудования и материалов её влияние на промышленность и науку будет только расти.